# Isaac II Àngel
Isaac II Àngel (en grec: Ἰσαάκιος ὁ Ἄγγελος, en llatí: Isaacius II Angelus), fou emperador romà d'Orient del 1185 al 1195 i entre 1203 i 1204 associat amb Aleix IV Àngel, entre ambdós períodes fou deposat pel seu germà Aleix III Àngel, que el va fer cegar i empresonar. Durant el seu regnat Bulgària i Xipre es van fer independents, Isaac va dedicar molts diners a guerres per recuperar aquests territoris però no ho va aconseguir. Aquesta època va coincidir amb l'ocupació de Saladí de Jerusalem i la consegüent tercera croada. L'alemany Frederic Barba-Roja va escollir travessar l'Imperi Romà d'Orient per anar cap a Terra Santa, mentre que l'anglès Ricard Cor de Lleó va escollir la ruta marítima, el qual, acabada la croada, va posar Xipre en mans del nou rei de Jerusalem. Al final dels seus anys, Isaac tenia les facultats mentals pertorbades per haver estat empresonat i va perdre la confiança com a governant dels que l'envoltaven.

## Ascens al tron
Era el fill gran d'Andrònic Ducas Àngel i va néixer vers la meitat del segle xii, i per la seva àvia Teodora era descendent dels Comnens. Sota Manuel I Comnè va exercir diversos alts càrrecs però sempre secundaris. El seu pare Andrònic Àngel fou executat per Andrònic I Comnè i Isaac va suscitar un odi profund contra aquest emperador. De fet, ell, el seu pare i el seu germà Teodor van participar en la revolta a Nicea contra Andrònic Comnè, però Isaac fou perdonat i se li va permetre viure a Constantinoble.
Estant absent Andrònic Comnè, l'estiu del 1185, passant uns dies de descans a Àsia, va deixar encarregat del govern a Esteve Hagiocristoforita, que va ordenar l'execució d'Isaac (suposadament perquè el seu nom començava per "I" i el rumor popular deia que Andrònic seria enderrocat per un personatge el nom del qual començava per "I"). Isaac va rebre una confidència i es va poder escapar just a temps i refugiar-se a l'església de Santa Sofia. Isaac va fer una crida als enemics d'Andrònic Comnè i va començar a anar gent a la rodalia de l'església, fins que l'afer va degenerar en revolta; els militars enviats per Hagiocristoforita varen ser morts pel poble i Isaac fou proclamat emperador. Andrònic Comnè va tornar a la capital però ja no va poder aturar el moviment i fou linxat per la gent, sembla que amb el consentiment (si no per ordre) d'Isaac.

## Primer regnat
Una vegada al tron Isaac no fou un bon governant, es va dedicar als plaers, a les festes i al luxe; va arribar a tenir vint mil empleats i eunucs i les seves despeses es van disparar. Les taxes es van apujar desmesuradament. Per assegurar la seva posició va seguir una política matrimonial: a la seva neboda Eudòxia Angelina la va casar amb Esteve, fill del governador (župan) de Sèrbia Esteve Nemanja; la germana d'Isaac, Teodora, la va casar amb un marquès italià, Conrad de Montferrat. El gener del 1186 ell mateix es va casar amb Margarida d'Hongria, a la qual va canviar el nom pel de Maria, filla del rei Bela III, el seu veí més poderós.

### Guerra contra els normands
Els normands, comandats per Guillem II de Sicília, van atacar l'Imperi Romà d'Orient per tres punts: mentre un contingent atacava Tessalònica i un altre controlava el pas pel riu Estrímon, el gruix de l'exèrcit normand se centrava a Mosinòpolis. Isaac II va confiar el comandament de l'exèrcit romà d'Orient al general Aleix Branàs, que el 7 de novembre del 1185 va obtenir la victòria a la batalla de Demetritzes. Encoratjats per aquesta victòria van atacar a la zona del riu on també els van vèncer i van aconseguir que es repleguessin fins a Dirràquion. A la primavera del 1186 Isaac II va encetar una campanya per recuperar Dirràquion dels normands.

### Guerra contra els búlgars
Un mica després de pujar al tron va estar en guerra contra els búlgars, súbdits romans d'Orient ara sollevats sota la direcció de Pere Assèn i Joan Assèn, dos germans de suposada descendència reial. Aquests dos germans es van presentar davant el nou emperador i li van demanar ser acceptats com a generals del seu exèrcit i ser pagats pel seu servei amb unes terres, la resposta d'Isaac II va ser una humiliant bufetada. Quan van tornar a Bulgària, aprofitant el descontentament de la gent perquè Isaac havia apujat els impostos per les despeses el seu matrimoni, es van sublevar apel·lant al patriotisme i dient que sant Demetri, el sant patró dels búlgars, els enviava. Isaac II va confiar el control de la sublevació al seu oncle, el sebastocràtor Joan Àngel Ducas, però fou derrotat i fet presoner a Tessalònica. En substitució d'aquest hi va enviar Joan Cantacuzè. Els rebels búlgars van reconèixer Pere Assèn com a rei; els búlgars van tenir el suport dels vlacs descendents dels antics colons romans a Tessàlia i Macedònia, que van emigrar de les seves terres cap a més enllà del Danubi per escapar a la rapacitat d'Isaac, i es van barrejar amb tribus d'eslaus originant el poble dels valacs; els que van romandre a Tessàlia i Macedònia foren els ancestres dels moderns cutzovalacs. Aquest fet va donar inici a la formació del Segon Imperi Búlgar.
A mitjan 1186, Isaac va enviar el general Aleix Branàs amb més tropes qui, en lloc de lluitar contra els rebels, es va proclamar emperador romà d'Orient i va amenaçar de fer servir el seu exèrcit contra Constantinoble si no el reconeixien com a tal. Branàs fou assassinat poc després pel cunyat de l'emperador Conrad de Montferrat. Aprofitant el descontrol, els búlgars van fer pillatge per Tràcia, sense que els romans d'Orient poguessin fer res per evitar-ho. En una ocasió els dos exèrcits es van enfrontar a la fortalesa de Lardea però no hi va haver un resultat decisiu i els búlgars es van retirar amb el seu botí cap al nord dels Balcans.
Cap a finals del 1186, Isaac II va iniciar la segona campanya contra Bulgària, però el seu exèrcit es va veure forçat a passar l'hivern a Sofia, cosa que va donar temps als búlgars a preparar-se per la invasió. Els romans d'Orient van assetjar la ciutat de Lòvetx però no la van poder conquerir i van signar un armistici que, de facto, era el reconeixement de la independència búlgara.

### La intromissió de Frederic Barba-Roja
El 1189 l'emperador germànic Frederic I es va presentar a la frontera nord de l'Imperi Romà d'Orient amb un exèrcit de 150.000 homes de camí cap a Terra Santa, encapçalant la Tercera Croada. Tot i les amenaces d'Isaac, Frederic va avançar i va passar l'hivern a Adrianòpolis i després va creuar el Bòsfor, negociant secretament l'ajut dels búlgars contra els romans d'Orient i d'aquests contra els búlgars. Tant va alarmar a l'emperador aquest exèrcit croat que Isaac va enviar ambaixadors a Saladí oferint la seva aliança contra els llatins a canvi de la devolució del Sant Sepulcre, aliança que Saladí va refusar.
El 1193 va lliurar una segona guerra contra els búlgars en la qual els romans d'Orient van obtenir una terrible derrota a la batalla de Triavna: l'emperador amb prou feines va salvar la vida, el tresor imperial inclosa la corona i la creu van acabar en mans dels búlgars. Pere Assèn es va retirar voluntàriament i va deixar el tron al seu germà Joan Assèn. Isaac II no ho volia donar tot per perdut i el 1194, va aplegar un gran exèrcit format per europeus i orientals però van tornar a ser vençuts a la batalla d'Arcadiòpolis. L'emperador encara va fer un darrer intent per recuperar els territoris a través d'una aliança amb el rei d'Hongria, però mentre era fora fou deposat pel seu germà Aleix III Àngel.

### La pèrdua de Xipre
L'Imperi Romà d'Orient va perdre també Xipre, on Isaac Comnè de Xipre es va fer independent. Isaac va enviar tropes per recuperar l'illa però el general normand Margaritone es va apoderar dels seus vaixells i els va fer servir per prendre altres illes de l'Egeu. Llavors algunes illes es van convertir en caus de pirates, que feien incursions a les costes romanes d'Orient. Quan el 1191 Ricard Cor de Lleó va escollir la ruta marítima per anar a la Tercera Croada, va arrabassar l'illa a l'usurpador i el 1192 la va cedir a Guiu de Lusignan, nou rei de Jerusalem. Els romans d'Orient mai més la van recuperar. Aquell mateix any, Isaac II va renovar les concessions comercials als venecians, pisans i genovesos, esperant que així els pirates estarien més controlats.

## Deposició
Era de cacera a les muntanyes de Tràcia quan va esclatar una revolta a Constantinoble, i el seu germà Aleix III Àngel fou proclamat emperador. Isaac va fugir i es va refugiar a Estagira, a Macedònia, on fou finalment detingut i portant davant el seu germà, que va ordenar cegar-lo i tancar-lo a la presó (1195).

## Segon regnat
El seu fill Aleix es va poder escapar cap a Itàlia i va incitar els prínceps llatins contra l'Imperi Romà d'Orient, que va culminar amb la conquesta de Constantinoble el 1203 i la restauració d'Isaac III, que va regnar junt amb el seu fill Aleix IV Àngel.
Aviat es va veure que Isaac tenia les facultats mentals pertorbades per haver estat empresonat i això va fer que perdés la confiança com a governant dels que l'envoltaven, fins que el 1204 pare i fill foren enderrocats per Aleix V Ducas Murzufle i Aleix Àngel va morir. Ducas Murzufle va perdonar la vida a Isaac, considerant-lo inofensiu, però aquest va morir poc després del disgust per la mort del seu fill.